# Peter E. Rompf
Peter Engelbert Rompf (* 1940 in Preßburg) ist ein deutscher Kantor, Komponist, Musiklehrer, Kirchenmusiker und Dissident in der ehemaligen DDR.

## Leben
Rompf war von Juni bis Oktober 1946 im ehemaligen KZ in Preßburg, danach wurde er in die SBZ vertrieben. Er besuchte die Grundschule in Erfurt, machte 1954 eine Lehrausbildung zum Schriften- und Plakatmaler, Vergolder und Reprofotograf: Nebenbei absolvierte er die Abendoberschule mit Abitur, da das reguläre Abitur ihm verwehrt worden war. Danach studierte er Kirchenmusik in Erfurt, später an der Hochschule für Musik Franz Liszt in Weimar.
Laut Roland Mey wurde gegen ihn 1959 zusammen mit anderen Studenten plötzlich (vom Hausmeister!) ohne Begründung ein Hausverbot ausgesprochen und mit Polizeigewalt gedroht.
Bis zu seiner Ausbürgerung war Rompf Kantor an der römisch-katholischen Heilig-Kreuz-Kirche in Frankfurt (Oder). Seine Gemeindearbeit und sein soziales Engagement ließ ihn in den Fokus des Staatssicherheitsdienstes rücken. Er musste Frankfurt und damit die DDR verlassen, nachdem er und der Gesprächskreis um die Maler Jürgen Jentzsch, Michael Voll und Regina Fleck von der Staatssicherheit gezielt zersetzt worden waren. Der Operative Vorgang hatte die Bezeichnung "Kreis". Nach seiner Ausbürgerung aus der DDR 1977 wirkte Rompf in Schweinfurt bzw. Hannover. Rompf gründete 1983 das Ensemble ProLaTio, das er bis 2023 auch leitete. Seine Erfahrungen mit dem Staatssicherheitsdienst schilderte Rompf in seiner Autobiographie Operativer Vorgang Kreis. Dafür erhielt Rompf noch 2016 von der ehemaligen Stasi Morddrohungen. 2024 kam Rompf nach Frankfurt/Oder wieder zurück, obwohl er dieses eigentlich nie wieder betreten wollte. Dort wurde er offiziell durch die Stadt Frankfurt/Oder rehabilitiert.

### Kompositorisches Schaffen
Rompfs umfangreiches kompositorisches Œuvre kann der Neuen Musik zugerechnet werden. Es umfasst Orchesterwerke, große und kleine Ensemblebesetzungen sowie Lieder und Sprechstücke, darunter Vertonungen von Texten von Klaus Körner, Gregor Laschen, Lioba Happel und Gottfried Meinhold. Die musikalische Sprache ist meist atonal und aleatorisch, es sei denn, ein Zitat hat antagonistische Bedeutung.

## Kompositionen (Auswahl)
- Bajuschki-baju, 1991, Augemus Musikverlag
- Rondò antagonistico, 2000, Augemus Musikverlag
- Das Wildschwein Arthur. 2005, Augemus Musikverlag
- Als die kleine Hexe Durst hatte, 2010, Augemus Musikverlag[11]

## Schriften
- Peter E. Rompf: Operativer Vorgang "Kreis" : eine chronique ordinaire: Korrigierte, überarbeitete und mit einem neuem Vorwort versehene Neuauflage. Meier, Hannover 2016. ISBN 978-3-946331-15-5